# 정훈 (축구 선수)
정훈(1985년 8월 31일 ~ )은 대한민국의 전 축구 선수로 과거 포지션은 수비수 및 미드필더였다.

## 축구인 생활

### 선수 생활
2008년 K-리그 드래프트를 통해 전북 현대 모터스에 입단하여 2008 K-리그에서 9경기에 출전했다. 2009 K-리그에선 주전 수비형 미드필더로 도약하여 23경기에 출전하였다.
2013 시즌부터 상주 상무에 입대하여 군 복무를 수행하였으며 2014년 9월 전역하여 원 소속팀 전북으로 복귀하였다.
2016 시즌 타이 프리미어리그 수판부리 FC로 이적하였다.
2021년에는 선수 생활을 끝내고 전북의 유소년 스카우터로 재직하였다.

## 수상

### 클럽

#### 상주 상무
- K리그 챌린지
  - 우승 1회 : 2013